# 岡山中学校・高等学校

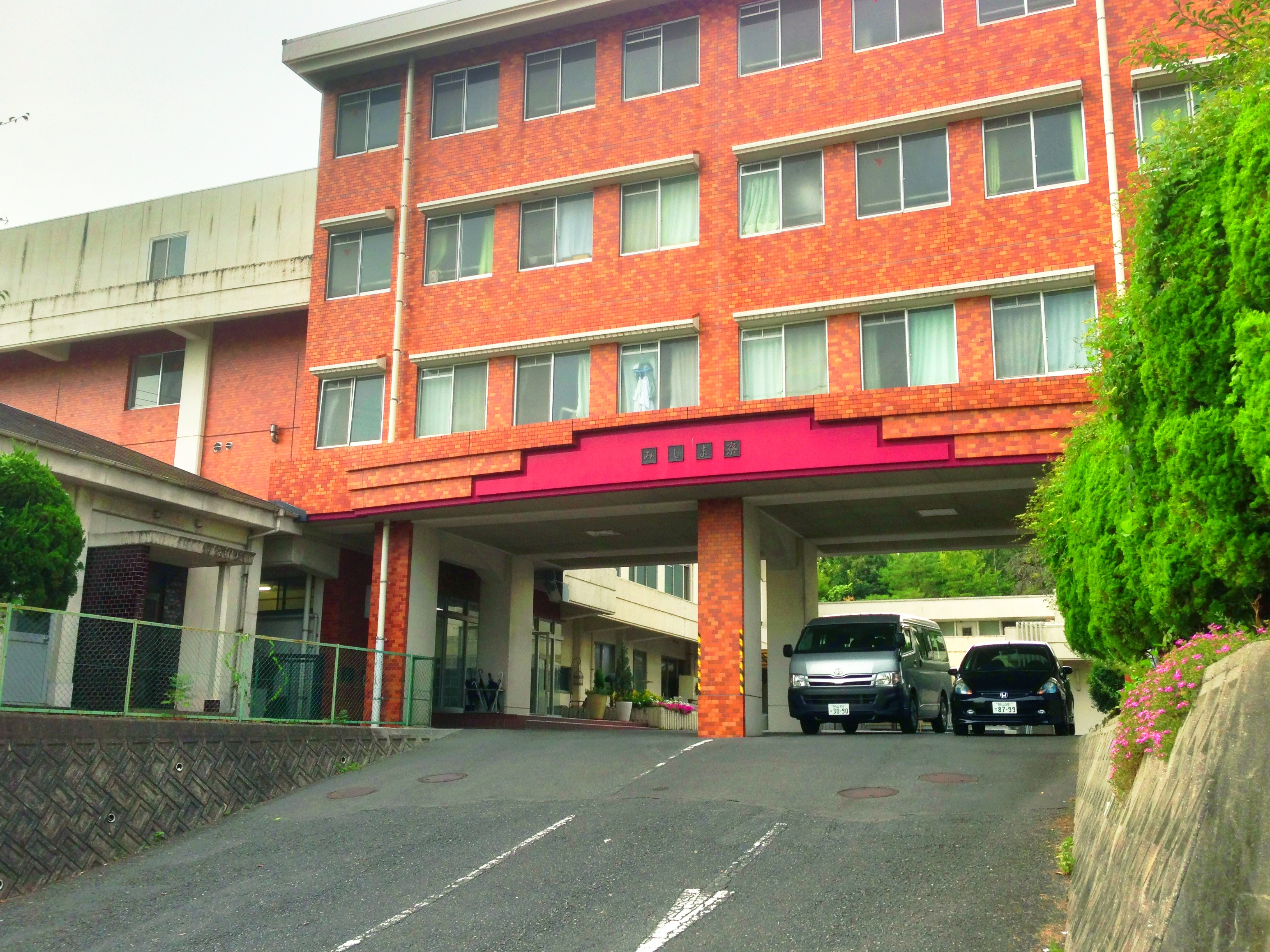
教育寮みしま

岡山中学校・岡山高等学校（おかやまちゅうがっこう・おかやまこうとうがっこう、英: Okayama Junior & Senior High School）は、岡山県岡山市南区箕島に所在する、併設型の私立中学校・高等学校。略称は岡中高。

## 概要

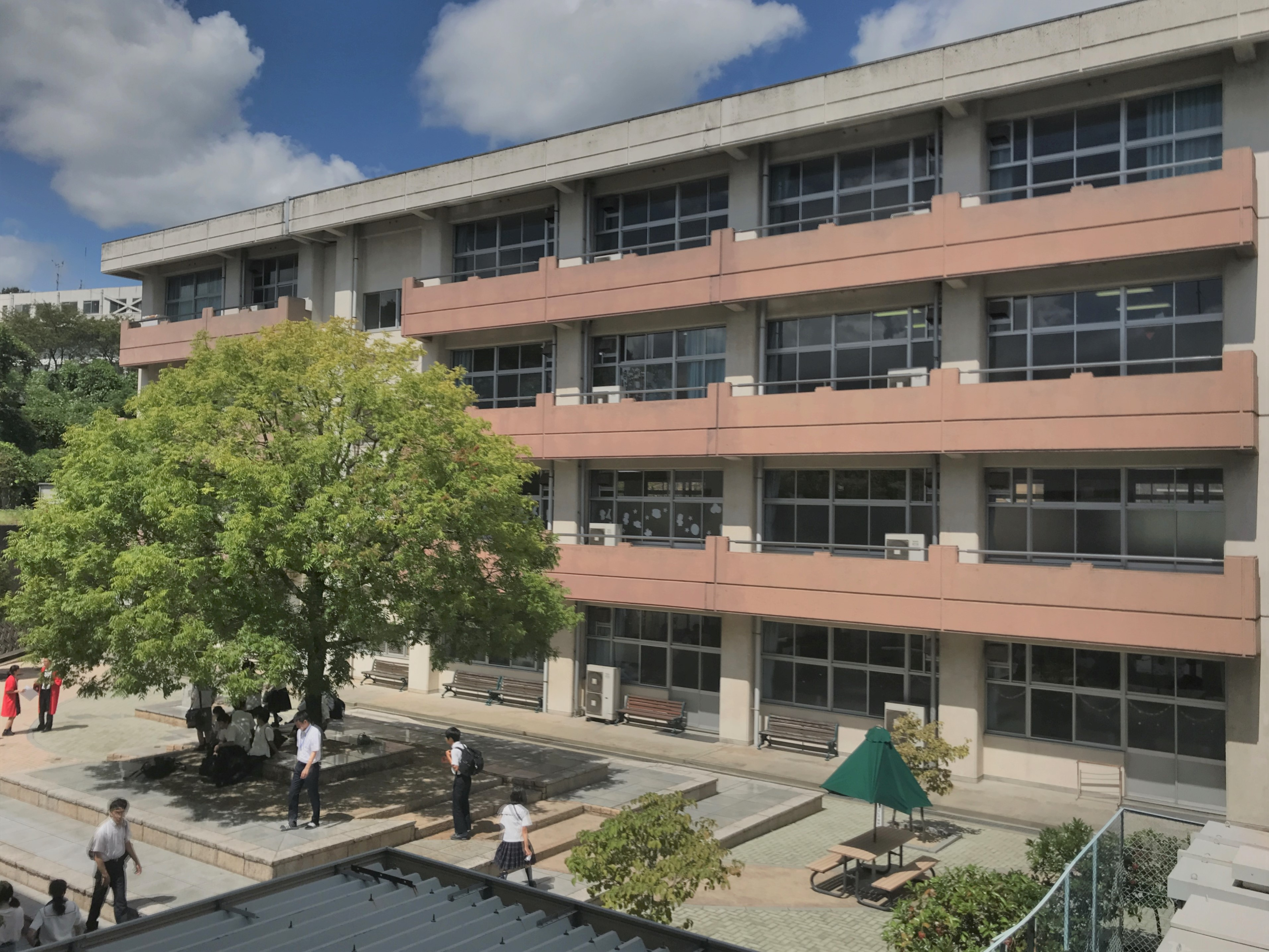
校舎

高等学校においては、中学校から入学した内部進学の生徒と、高等学校から入学した外部進学の生徒とを第1学年から混合してクラスを編成する、併設型中高一貫教育校（内外混合クラス）。
男女共学の中高一貫教育校であり、寄宿（寮）制の学校として全国私立寮制学校協議会に加盟している。
男子校であった、開設当初の教育方針は「知・徳・体」とされたが、その後現在の教育方針「人に優しく 己に厳しく 勉強はたゆみなく」に変更された。

### 建学（設立）の理念
- 中高一貫教育の精神にのっとり、生徒各自がもつ天分を高度に発揮させ、知・徳・体の円満な発達を促進して、真に社会に貢献しうる人間の育成を期する

### 教育方針

#### 教育目標
- 人に優しく（友愛）
- 己に厳しく（自律）
- 勉強はたゆみなく（進取）

#### 校訓
- Spread Your Wings 天分発揮

## 沿革

### 略歴
1982年(昭和57年)、岡山中学校は学校法人関西学園により設置され、開校。
1985年、岡山高等学校が開校し、1988年に初の卒業生を送り出す。1997年には男女共学となる。
開校時は校舎やグランド、寮棟しか無かったが、1985年の体育館の竣工を皮切りに、テニスコートや購買部が整備される。1987年、関西学園の創立100周年を記念し、寮の敷地の一角にチャイム塔が建設される。
共学化後の2004年に、茶室などの設備が設けられた。2013年、ロビーに「イートンホール」が誕生。高等学校1年生が修学旅行の際に訪れるイギリスのイートン校を模倣した形になっており、生徒達の両校の交流を深める目的で建設された。

### 年表
- 1981年11月 - 岡山中学校設置認可
- 1982年
  - 3月 - 岡山中学校開校式挙行
  - 4月 - 第1回岡山中学校入学式挙行
  - 8月 - 第1回同窓会総会開催
  - 10月 - 第1回体育大会開催
- 1985年4月 - 岡山高等学校開校
- 1991年10月 - 岡山中学校・高等学校創立10周年記念式典挙行
- 1997年4月 - 男女共学に移行
- 2001年10月 - 岡山中学校・高等学校創立20周年記念式典挙行
中庭整備（いこいの広場）、情報教室設置
- 2002年11月 - 第2グラウンド（駐車場）整備
- 2004年10月 - 茶室竣工（移築）
- 2020年
  - 3月 - コロナウイルスにより休校（休校中はオンライン授業を開催）
  - 5月 - 緊急事態宣言解除により学校再開

## 基礎データ

### 所在地
- 岡山県岡山市南区箕島1500番地

### アクセス
- 下電バス／岡電バス「汗入」停留所より徒歩約5分。

岡山駅東口バスターミナル5番より、下電バス（汗入行き・興除車庫行き・JR児島駅行き）または岡電バス（火の見行き・重井附属病院行き・コンベックス岡山前行き）乗車。
- JR西日本宇野線（宇野みなと線・瀬戸大橋線）「妹尾駅」より徒歩約20分、タクシー約10分。

#### スクールバス
スクールバスは中庄コースしかなかったが、2015年4月からは北長瀬便・水島便を新設し、2018年4月からは倉敷便・イーストライナー・ノースライナーを新設。2019年からはウエストライナー(旧倉敷便)を新設。
- 中庄コース（下電バス路線）：

中庄駅 ⇔ 学校
- 北長瀬コース（下電バス路線）：

北長瀬駅 ⇔ 卸センター ⇔ 学校

##### ライナー
- 水島ライナー（水島・茶屋町コース）：

水島駅 ⇔ 福田公園 ⇔ 広江団地 ⇔ 曽原口 ⇔ 茶屋町駅 ⇔ 学校
- イーストライナー（高島・青江コース）：
  - 登校便：高島駅 → 中島上バス停 → 大和町バス停 → 県民局入口バス停 → 岡山中央郵便局前 → 清輝橋バス停 → 岡南小学校前 → ゼビオ岡山新保店前 → 学校
  - 下校便： 高島駅 ← やはた鍼灸接骨医院 ← 大和町バス停 ← 県民局入口バス停 ← 岡山中央郵便局前 ← 清輝橋バス停 ← 岡南小学校前 ← 富田（旧めぐりん）バス停 ← 学校
- ノースライナー（津島・庭瀬コース）：
  - 登校便：鷗州塾津島校前 → 津島新道バス停 → 新野バス停 → 緑川歯科前 → マルナカ高柳店前 → 花尻入口バス停 → 延友バス停 → 庭瀬本町バス停 → 学校
  - 下校便：岡山商科大学前 ← 西坂入り口バス停 ← 新野バス停 ← 岡山シティミュージアム前 ← セブン下伊福西町 ← 花尻入口バス停 ← 延友バス停 ← 庭瀬本町バス停 ← 学校
- サウスライナー（平井・築港コース）：

マルナカ平井店前 ⇔ 築港新町バス停 ⇔ 並木町2丁目バス停 ⇔ 南ふれあいセンター ⇔ Pモール泉田前←芳名小学校前→ ⇔ 学校
- ウエストライナー（連島・大高コース）：
  - 登校便：ハローズ連島店駐車場 → 倉敷南小前 → 大高小前 → 田ノ上 → ポプラ駐車場 → 早島小前 → 学校
  - 下校便：ハローズ連島店駐車場 ← 倉敷南小前 ← 大高小前 ← 田ノ上 ← 帯江亀山バス停 ← 早島小前 ← 庭瀬本町バス停 ← 延友バス停 ← 学校

### 象徴

#### 制服
ピーター・マッカーサー社製のオリジナル・タータンチェック柄を採用。

## 設置する課程、学科、コース及び定員
岡山高等学校には、全日制課程の普通科が設置されている。

### コース・クラス
全日制課程普通科並びに中学校にはコース制が導入されており、以下の共通のコースが設置されている。
- 東大・国立医学部コース
- 難関大コース

高校2年生で文理別のクラス編成を行う。
中学・高校では、担任1人に副担任1人がつくという形態でクラスを統括し、また、各学年の学年団については、各教科の教師をバランスよく配置した編成を行う。

### 生徒募集
中学の募集人員は、東大医学部コースは20人、難関大コースは115人の合計135人である。高校の募集定員は100人程度であり、併設の岡山中学校からの内部進学者を含め160人である。

## 教育課程
高校1年生で理科・社会科の選択科目を選択する。文系は、物理を選択出来ず、生物または化学を選択、理系は生物または物理を選択し、化学が選択必修となる。日本史または地理を選択。

## 学校行事
中学1年生の夏に自然教室に行き、中学2年生では職業体験に行く。中学3年生では尼崎市立美方高原自然の家に行き、冒険合宿を行う。中学の東大医学部コースでは年に1回2泊3日の東医合宿を行う。高校2年生では学習合宿に行く。

### 桃山祭
文化祭は、学校が桃山台に所在することから「桃山祭」と称される。2日間あり、前日は学校関係者（保護者など）、2日目は一般公開される。パンやおむすびなどの食べ物もある。

### 体育大会
岡山ドームにて体育大会を開催する。体操の隊形への開き方が特徴的で、伝統となっている。全校生徒が赤・黄・青の3つの色に分かれて開催する。

### イギリスパブリックスクール語学研修
イートン校・ハロウ校・モーバン校・において約3週間にわたり行われる語学研修。毎年夏期休暇中に、生徒約40名が参加し、イギリス英語と英国伝統文化に触れる異文化体験を行う。寮生活の中で自立心を身につけ、実戦的なコミュニケーションを体験し、参加生徒が事前に準備したことを英語で発表する等、の内容である。

## 部活動・同好会活動

### 体育部
- バスケットボール
- サッカー
- 軟式野球(中学生)
- バドミントン
- 硬式野球(高校生)
- 卓球
- テニス
- 陸上競技

### 文化部
- ダンス
- 茶道
- 理科
- 美術
- 将棋
- 文芸研究

### 同好会
- 写真

## 中高関係者と組織

### 中高関係者組織
- 岡山高等学校同窓会 - 岡山高等学校の卒業生による同窓会組織
- 岡山中学校・高等学校育友会 - 生徒保護者による保護者会組織

### 中高関係者一覧

#### 著名な出身者

##### 政治
- 橋本岳 - 衆議院議員（橋本龍太郎の次男）

##### 経済
- 國光宏尚 - 実業家、gumi創業者・ファウンダー代表取締役会長

##### メディア
- 原田裕和 - NHKアナウンサー
- 井上あさひ - NHK岡山放送局アナウンサー
- 廣岡俊光 - 北海道文化放送アナウンサー

##### 学術
- 木村拓也 - 九州大学基幹教育院准教授
- 木村建次郎 - 神戸大学数理データサイエンスセンター教授、株式会社Integral Geometry Scienceの創業者兼CSO(最高戦略企画責任者)。

## 施設

### 教育寮みしま
男子生徒のみ入ることのできる学生寮である。現在は、岡山市以東（兵庫県・大阪府・京都府）の生徒が多く、倉敷市以西、津山市以北からの通学者は少ない。
寮生の増加に伴い、学校北側の山を切り崩し、寮棟を増設した。寮棟の増設が間に合わず、岡山市南区当新田の朝日塾幼稚園の建物を借用して中学寮とし、バス送迎で対応していた時期もあった。次第に岡山県内居住の生徒の割合が増えるに伴い、寮は段階的に縮小され、解体または転用された。

## 対外関係

### 姉妹校・兄弟校
- 関西高等学校